# Hamed Bakayoko
Hamed Bakayoko (n. 8 martie 1965, Abidjan, Coasta de Fildeș – d. 10 martie 2021, Freiburg im Breisgau, Germania) a fost un politician ivorian care a ocupat funcția de prim-ministru al Coastei de Fildeș de la 8 iulie 2020 până la moartea sa, la 10 martie 2021. Anterior a fost ministrul Noilor Tehnologii, Informațiilor și al Comunicațiilor, ministrul de Interne și ministrul apărării.

## Cariera
În 1990, Bakayoko a început să lucreze ca jurnalist pentru Radiodiffusion Television Ivoirienne. În 1991, a fondat ziarul Le Patriote și l-a intervievat pe Alassane Ouattara la nunta sa. Mai târziu a lucrat pentru Radio Nostalgie și Nostalgie Afrique. A lucrat ca șef al filialei ivoriene al Radio Nostalgie. În anii 1990, a fost membru fondator al filialei studențești a Partidului Democrat din Coasta de Fildeș – Adunarea Democrată Africană. Mai târziu în acel deceniu, s-a alăturat partidului Rassemblement des Républicains. În timpul Primului război civil din Coasta de Fildeș, a lucrat ca mediator.
Între 2007 și 2011, Bakayoko a fost ministru al Noilor Tehnologii, Informațiilor și Comunicațiilor în guvernul lui Guillaume Soro. În 2011, a devenit ministrul de interne al Coastei de Fildeș în guvernul lui Alassane Ouattara. L-a susținut pe Roch Marc Christian Kaboré la alegerile generale din Burkina Faso din 2015. În 2016, a rămas ministru de interne în noul guvern al lui Daniel Kablan Duncan. În 2017, a devenit ministrul Apărării din Coasta de Fildeș, într-un moment în care armata se confrunta cu multe revolte. În acel an, a lucrat ca mediator în negocierile cu Togo. În 2018, Bakayoko a devenit primar al Abobo din districtul Abidjan.
În mai 2020, Bakayoko a devenit prim-ministru interimar, când prim-ministrul Amadou Gon Coulibaly a plecat în Franța pentru un examen cardiac și pentru a se odihni. Coulibaly s-a întors pe 2 iulie și și-a reluat atribuțiile, dar la mai puțin de o săptămână mai târziu, i s-a făcut rău în timpul unei reuniuni a cabinetului și a murit. Bakayoko a preluat funcția cu titlu interimar și a fost confirmat în funcție la 30 iulie 2020. La 8 martie 2021, a fost înlocuit de Patrick Achi ca prim-ministru interimar și fratele mai mic al președintelui Ouattara, Téné, a devenit ministru interimar al apărării.

## Decesul
Bakayoko a anunțat pe 6 aprilie 2020 că a fost testat pozitiv pentru COVID-19, urmat pe 17 aprilie de un anunț că și-a revenit complet. Ulterior, a suferit o a doua infecție cu coronavirus și malarie severă.
A primit un tratament îndelungat în Franța de două ori la începutul anului 2021. La 6 martie 2021, a fost transferat la Centrul Medical Universitar Freiburg pentru tratament suplimentar. S-a spus că a fost supus unui tratament pentru cancer acolo și s-a spus că este „în stare critică”. Președintele ivorian, Alassane Ouattara, a anunțat prin Twitter că Bakayoko a murit pe 10 martie 2021, la două zile după împlinirea a 56 de ani.